# Baiacu-anão
O baiacu-anão, também chamado de baiacu-malabar, baiacu-ervilha ou baiacu-pigmeu, (Carinotetraodon travancoricus) é pequeno, dulcícola e endêmico do Rio Pamba em Kerala, sudoeste da Índia. O tamanho máximo é de 22 mm (pouco mais que uma polegada), o que faz deste peixe o menor baiacu do mundo. Apesar de aparentado com os baiacus marinhos, eles não são encontrados em água salobra ou água salgada e relatos em contrário são baseados em identificação errônea.

## Aparência
Ambos os sexos são primeiramente amarelos com verde-escuro e manchas negras iridescentes nos flancos, mas como outros membros do gênero, o dimorfismo sexual é aparente em peixes maduros, sendo os machos mais coloridos e brilhantes que as fêmeas. Machos podem ter uma listra escura no centro da parte inferior do corpo e dobras nos olhos que as fêmes não possúem.

## Reprodução
Normalmente, os baiacus-anões botam seus ovos em plantas, inclusive em musgos de java em aquários. Os ovos costumam romper-se após cinco dias a 27°C. Os filhotes se alimentam, inicialmente, de insufório, camarão de salmoura quando eles têm uma semana de idade, e, finalmente, comida regular quando possível. O baiacu-anão também é conhecido por espalhar seus ovos no substrato escondendo-os em meio à vegetação. Os ovos são fertilizados externamente. Eles não cuidam de seus ovos, nem dos filhotes.

## Cuidados
Os baiacus-anões não são utilizados como alimento, mas são vendidos como peixes para aquário. Ainda que não esteja atualmente na Lista Vermelha da IUCN, algumas autoridades acreditam que esta espécie pode estar em perigo.

## Dieta
A dieta do baiacu-anão em ambiente selvagem nunca foi relatada, mas outros membros do gênero se alimentam de zooplâncton e vários crustáceos bênticos e moluscos. Produtos alimentares para espécimes mantidas em aquários costumam ser similares.

## Baiacu-anão no aquário
O baiacu-anão ficou bem popular como peixe de aquário graças a suas cores atrativas, ao tamanho pequeno e à manutenção relativamente fácil. Como todo baiacu, eles são agressivos e recomenda-se, geralmente, colocá-los em um tanque separado para a espécie.
Eles gostam de pequenos moluscos, que são comidos inteiros, inclusive seus cascos. Isto ajuda a gastar seu bico, que cresce continuamente (assim como os molares em muitos roedores) e pode prevenir o animal de comer efetivamente se coberto de vegetação. Sua agressividade torna-o impróprio para controlar infestações de moluscos na comunidade do aquário, contudo eles apreciam dispor de outros coletados em armadilhas de tanques infestados.
Apesar de algumas lojas especializadas indicarem, a comida de peixe em flocos não é recomendada ao baiacu-anão e muitos peixes recusarão. Com tempo, você pode alimentá-los com vermes secos, ou sanguessugas vivas (ou congeladas). Baiacus são "comedores" notoriamente confusos, por isso é importante não superalimentá-los e empregar um bom sistema de filtração.